# Paul Hamilton (Basketballspieler)
Paul Allen Hamilton (* Mai 1961) ist ein ehemaliger US-amerikanisch-deutscher Basketballspieler.

## Leben
Der in Deutschland geborene und in den Vereinigten Staaten aufgewachsene Hamilton studierte an der Southwest Texas State University. Als Berufsbasketballspieler, der auf der Innenposition zum Einsatz kam, wechselte er 1984 innerhalb der Basketball-Bundesliga vom MTV Wolfenbüttel zum TSV Bayer 04 Leverkusen. Mit den Rheinländern, die in der Saison 1984/85 zunächst von Chris Lee und nach dessen Ablösung kurz von Otto Reintjes und dann von Jim Kelly als Trainer betreut wurden, gewann er im Frühling 1985 die deutsche Meisterschaft. Hamilton wurde während der Meistersaison in 25 Bundesliga-Partien eingesetzt (3,9 Punkte/Spiel).
Hamilton spielte später beim Oldenburger TB in der Bundesliga und ab 1988 in derselben Spielklasse bei der BG Stuttgart/Ludwigsburg. Mit der Mannschaft war er 1990/91 auch international vertreten und traf in der ersten Runde des Europapokalwettbewerbs Korać-Cup auf Iraklis Thessaloniki. Zum Hinspielsieg (92:91) trug Hamilton 21 Punkte bei und war auf diese Weise zweitbester Korbschütze seiner Mannschaft. Im Rückspiel, das deutlich mit 62:95 verloren wurde und das das Ausscheiden bedeutete, kam Hamilton auf zwölf Punkte.
Zur Saison 1991/92 ging Hamilton von Stuttgart/Ludwigsburg zu Steiner Bayreuth. Am Ende einer Saison mit mehreren Trainerwechseln stand für Hamilton und die Bayreuther im Frühling 1992 der Bundesliga-Abstieg. Insgesamt erzielte er in seiner Bundesliga-Zeit 2621 Punkte in der höchsten deutschen Spielklasse.
Beruflich wurde Hamilton nach dem Ende seiner Basketballlaufbahn in Deutschland im Finanzwesen tätig.